# Nicola De Francesco
Nicola De Francesco (San Pietro a Patierno, 22 maggio 1898 – Napoli, 21 febbraio 1991) è stato uno scultore e ceramista italiano, attivo nella creazione di figure per il presepe.

## Biografia
Primo di sei figli ed orfano di padre, nel 1906, a soli 8 anni, iniziò a lavorare nella bottega dello scultore in legno Amedeo della Gamba, in via Foria, ove rimase fino al 1917. Lavorò poi nella fabbrica Chiurazzi, con la qualifica di "apprendista lavorante di ceramiche e terraglie", passando dopo tre mesi a "operaio specializzato". Presso la parrocchia della chiesa di San Carlo all'Arena, frequentò un corso biennale serale di disegno, ornato e geometrico, nonché plastico con modello dal vero, tenuto dai pittori Vincenzo La Bella e Carlo Siviero, che ne influenzarono la successiva produzione.
Nel 1927, si sposò con Lucia Liotta ed iniziò a produrre in casa i modelli originali dai quali si formavano i calchi per realizzare le figure del presepe in maiolica e porcellana per la fabbrica di Cesare Mollica, sita in via Cupa delle Pozzelle a San Gennariello. Nel 1932 si mise in proprio.
Dopo una lunga interruzione riprese la produzione di modelli per i negozianti nel 1969 e in seguito vendette egli stesso i pezzi che produceva. Sosteneva di essere guidato nella scelta del soggetto dall'estro del momento. Vinse numerose volte il "Premio San Gregorio Armeno", aggiudicandosi la medaglia d'oro in quanto primo classificato nel 1978, 1981, 1982, 1983, come migliore "figuraro" di Napoli. Medaglia d'argento nel concorso nazionale di ceramica del 1980 "Donato Massa". La sua attività cessò solo quando sopraggiunse la morte, a Napoli, nel 1991.